# Lamar Jackson
Lamar Demeatrice Jackson Jr. (7 de janeiro de 1997) é um jogador de futebol americano que atua na posição de quarterback pelo Baltimore Ravens na National Football League (NFL). Ele jogou futebol americano universitário pela Universidade de Louisville, onde ganhou vários prêmios, incluindo o Heisman Trophy de melhor jogador, e ganhou honras de All-American em 2016.
Jackson foi selecionado na trigésima-segunda escolha na primeira rodada do draft da NFL de 2018 pelos Ravens. Inicialmente escalado como reserva no seu ano de novato, ele se tornou o quarterback titular de Baltimore em novembro após Joe Flacco se machucar. Rapidamente ele ganhou a posição de titular em definitivo, reenergizando o ataque dos Ravens. Analistas elogiam o físico e a inteligência de Lamar Jackson, que se tornou o quarterback mais novo a jogar uma partida de pós-temporada e o segundo QB a atingir a marca de mil jardas terrestres acumuladas numa temporada, quebrando o recorde anterior de Michael Vick, correndo para 1063 jardas. Em 2019, Jackson se juntou a Patrick Mahomes, Cam Newton e Steve McNair como os únicos quatro quarterbacks afro-americanos a ganhar o troféu de MVP de uma temporada da NFL. Jackson ganhou seu segundo prêmio de MVP da NFL em uma decisão quase unânime, recebendo 49 dos 50 votos de primeiro lugar. Aos 27 anos, ele se tornou o segundo jogador mais jovem a ganhar múltiplos prêmios de melhor jogador do ano, atrás de Jim Brown.
Em abril de 2023, Lamar Jackson renovou seu contrato com o Baltimore Ravens, totalizando US$ 260 milhões de dólares (US$ 185 milhões garantidos) por cinco anos, fazendo dele o jogador mais bem pago da história da NFL até aquele momento.

## Estatísticas

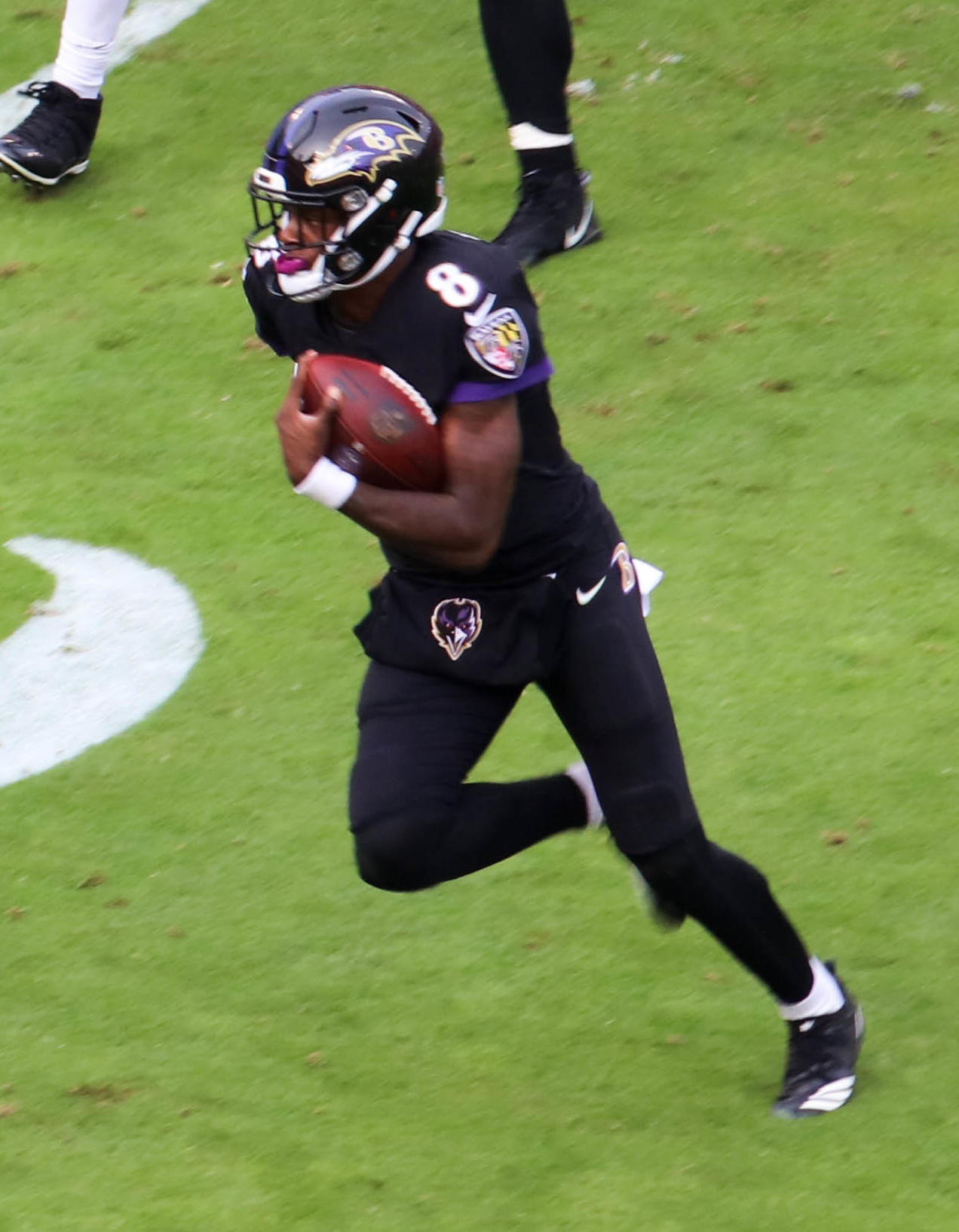
O quarterback Lamar Jackson correndo com a bola em seu primeiro jogo como titular, contra os Bengals, em 18 de novembro de 2018.

| Times     | Times    | Times | Passando | Passando | Passando | Passando | Passando | Passando | Passando | Passando | Correndo | Correndo | Correndo | Correndo |
| Temporada | Time     | Jogos | Comp     | Ten      | Pct      | Jardas   | Média    | TD       | Int      | Rating   | Ten      | Jardas   | Média    | TD       |
| 2018      | BAL      | 16    | 99       | 170      | 58,2%    | 1 201    | 7,1      | 6        | 3        | 84,5     | 147      | 695      | 4,7      | 5        |
| 2019      | BAL      | 15    | 265      | 401      | 66,1%    | 3 127    | 7,8      | 36       | 6        | 113,3    | 176      | 1 206    | 6,9      | 7        |
| 2020      | BAL      | 15    | 242      | 376      | 64,4%    | 2 757    | 7,3      | 26       | 9        | 99,3     | 159      | 1 005    | 6,3      | 7        |
| 2021      | BAL      | 12    | 246      | 382      | 64,4%    | 2 882    | 7,5      | 16       | 13       | 87,0     | 133      | 767      | 5,8      | 2        |
| 2022      | BAL      | 12    | 203      | 326      | 62,3%    | 2 242    | 6,9      | 17       | 7        | 91,1     | 112      | 764      | 6,8      | 3        |
| 2023      | BAL      | 16    | 307      | 457      | 67,2%    | 3 678    | 8,0      | 24       | 7        | 91,1     | 148      | 821      | 5,5      | 5        |
| 2024      | BAL      | 17    | 316      | 474      | 66,7%    | 4 172    | 8,8      | 41       | 4        | 119,6    | 139      | 915      | 6,6      | 4        |
| Carreira  | Carreira | 103   | 1 678    | 2 586    | 64,9%    | 20 059   | 7,8      | 166      | 49       | 102,0    | 1 014    | 6 173    | 6,1      | 33       |